# Vela nos Jogos Pan-Americanos de 2019 - RS:X feminino
A competição de RS:X feminino nos Jogos Pan-Americanos de 2019 realizou-se de 4 a 9 de agosto no Yacht Club Peruano, na cidade de Paracas. Disputaram-se 13 regatas (12 classificatórias e a regata das medalhas).

## Formato da competição
A prova consistiu em 12 regatas classificatórias e uma de definição das medalhas. A posição em cada regata traduziu-se em pontos (a primeira classificada somava um ponto na classificação, enquanto a 8ª, por exemplo, somava 8 pontos), que foram acumulados de regata a regata para obter a classificação. Após a fase classificatória, as cinco melhores atletas se classificaram à regata da medalha. Nesta fase, os pontos acumulados nas regatas classificatórias foram somados aos pontos da regata final.

## Medalhistas
| Ouro   | BRA Patrícia Freitas     |
| Prata  | ARG María Celia Tejerina |
| Bronze | PER María Bazo           |

## Calendário
Horário local (UTC-5).
| Data        | Horário | Fase             |
| ----------- | ------- | ---------------- |
| 4 de agosto | 12:10   | Regata 1 e 2     |
| 5 de agosto | 14:40   | Regata 3 e 4     |
| 6 de agosto | 11:10   | Regata 5, 6 e 7  |
| 7 de agosto | 14:40   | Regata 8, 9 e 10 |
| 8 de agosto | 12:10   | Regata 11 e 12   |
| 9 de agosto | 13:15   | Regata final     |

## Resultados
| Pos.              | Velejadora           | Nacionalidade      | Regata  | Regata | Regata  | Regata  | Regata | Regata | Regata | Regata  | Regata | Regata | Regata  | Regata  | Regata | Total pontos | Pontuação final |
| Pos.              | Velejadora           | Nacionalidade      | 1       | 2      | 3       | 4       | 5      | 6      | 7      | 8       | 9      | 10     | 11      | 12      | F      | Total pontos | Pontuação final |
| ----------------- | -------------------- | ------------------ | ------- | ------ | ------- | ------- | ------ | ------ | ------ | ------- | ------ | ------ | ------- | ------- | ------ | ------------ | --------------- |
| Medalha de ouro   | Patrícia Freitas     | BRA Brasil         | (9) OCS | 1      | 3       | 2       | 1      | 1      | 2      | 1       | 1      | 1      | 3       | 1       | 4      | 30           | 21              |
| Medalha de prata  | María Celia Tejerina | ARG Argentina      | 1       | 3      | 1       | 1       | 4      | 3      | 1      | (9) DNF | 5      | 2      | 2       | 4       | 8      | 44           | 35              |
| Medalha de bronze | María Bazo           | PER Peru           | 2       | 2      | 2       | 4       | 3      | (7)    | 4      | 2       | 2      | 3      | 1       | 2       | 10     | 44           | 37              |
| 4                 | Farrah Hall          | USA Estados Unidos | (9) OCS | 4      | 4       | 5       | 6      | 4      | 5      | 3       | 3      | 4      | 4       | 3       | 2      | 56           | 47              |
| 5                 | Demita Vega          | MEX México         | 4       | 5      | 5       | 3       | 2      | 2      | 3      | 4       | 4      | 5      | 6       | (9) OCS | 6      | 58           | 49              |
| 6                 | Olivia Mew           | CAN Canadá         | 3       | (6)    | 6       | 6       | 5      | 5      | 6      | 5       | 6      | 6      | 5       | 5       | —      | 64           | 58              |
| 7                 | Neyaris Ávila        | CUB Cuba           | 5       | 7      | (9) DNF | 7       | 7      | 8      | 7      | 6       | 7      | 8      | (9) DNF | 7       | —      | 87           | 78              |
| 8                 | Dismary Bonillo      | VEN Venezuela      | 6       | 8      | 7       | (9) OCS | 8      | 6      | 8      | 7       | 8      | 7      | (9) DNF | 6       | —      | 89           | 80              |

Legenda
| Recorde mundial                  | Recorde mundial (World record)               |                       | Recorde africano                      | Recorde africano (African) |                                           | Q | Classificado por posição (Qualified) |
| Recorde dos Jogos Pan-Americanos | Recorde pan-americano (Pan-American record)  | Recorde da América    | Recorde da América (Americas)         | q                          | Classificado por melhor tempo (Qualified) |   |                                      |
| Melhor marca do ano              | Melhor marca do ano (World leading)          | Recorde asiático      | Recorde asiático (Asian)              | DNS                        | Não largou (Did not start)                |   |                                      |
| Recorde nacional                 | Recorde nacional (National record)           | Recorde europeu       | Recorde europeu (European)            | DNF                        | Não terminou (Did not finish)             |   |                                      |
| Recorde pessoal                  | Recorde pessoal do atleta (Personal best)    | Recorde da Oceania    | Recorde da Oceania (Oceania)          | DSQ / DQ                   | Desclassificado (Disqualified)            |   |                                      |
| Recorde da temporada             | Recorde da temporada do atleta (Season best) | Recorde sul-americano | Recorde sul-americano (South America) | NM                         | Sem marca (No mark)                       |   |                                      |

### Vela
| M   | Regata da Medalha da qual só participam os dez primeiros colocados das regatas anteriores  |  |  | CAN | Regata cancelada |
| BFD | Desclassificado por bandeira preta (Black Flag Disqualified)                               |  |  |     |                  |
| UFD | Desclassificado por bandeira "U" (U Flag Disqualified)                                     |  |  |     |                  |
| OCS | Largada queimada (On the Course Side of the starting line)                                 |  |  |     |                  |
| DNE | Desclassificação sem eliminação (infração a um item do regulamento da prova – Did Not End) |  |  |     |                  |